# Chase Headley
Chase Jordan Headley (ur. 9 maja 1984) – amerykański baseballista występujący na pozycji trzeciobazowego.

## Przebieg kariery

### San Diego Padres
W 2003 grał w drużynie uniwersyteckiej Pacific Tigers z University of the Pacific w Stockton, skąd po zakończeniu sezonu przeszedł do zespołu Tennessee Volunteers z University of Tennessee w Knoxville. W 2005 został wybrany w drugiej rundzie draftu przez San Diego Padres i początkowo występował w klubach farmerskich tego zespołu, między innymi w Portland Beavers, reprezentującym poziom 
Triple-A. W Major League Baseball zadebiutował 15 czerwca 2007 w meczu przeciwko Chicago Cubs na Wrigley Field. Pierwszego home runa w MLB zdobył 18 czerwca 2008 w meczu międzyligowym z New York Yankees na Yankee Stadium. W sezonie 2012 zaliczył najwięcej RBI w National League (115), otrzymał Złotą Rękawicę i Silver Slugger Award, a w głosowaniu do nagrody MVP zajął 5. miejsce.

### New York Yankees
22 lipca 2014 w ramach wymiany zawodników przeszedł do New York Yankees. W barwach nowego zespołu zadebiutował tego samego dnia w meczu z Texas Rangers, w którym zaliczył zwycięskie RBI single w drugiej połowie czternastej zmiany. W grudniu 2014 podpisał nowy, czteroletni kontrakt wart 52 miliony dolarów z Yankees.

### Powrót do San Diego Padres
W grudniu 2017 w ramach wymiany zawodników przeszedł do San Diego Padres.

## Nagrody i wyróżnienia
| Nagroda/wyróżnienie  | Lata | Źródło |
| Gold Glove Award     | 2012 | [ 2 ]  |
| Silver Slugger Award | 2012 | [ 2 ]  |